# حلقي البوتين
حلقي البوتين (أو البوتين الحلقي) هو ألكين حلقي، وله الصيغة الكيميائية C4H6، ويكون على شكل غاز عديم اللون في الشروط العادية من الضغط ودرجة الحرارة. تتألف بنيته من أربع ذرات كربون، ترتبط فيما بينها على شكل مربع، يحوي على رابطة مضاعفة.

## التحضير
يحضر مركب حلقي البوتين بحدوث تفاعل حذف لمركب 2،1-ثنائي بروم حلقي البوتان بواسطة مسحوق من الزنك:
يمكن الحصول على مركب حلقي البوتين بإجراء عملية تقطير جاف لمركب هيدروكسيد حلقي بوتيل ثلاثي ميثيل الأمونيوم، وذلك حسب تفاعل خسف هوفمان 
من الطرق الأخرى للحصول على حلقي البوتين إجراء عملية تحلّق (تشكيل حلقة) بوجود تنشيط ضوئي لمركب 3،1-بوتاديين 
إلا أن ما يعيب هذه الطريقة هو المردود الضئيل للعملية.

## الاستخدامات
- يستخدم حلقي البوتين في المختبرات الكيميائية من أجل تحضير مشتقات من حلقي البوتان وذلك بإجراء تفاعلات إضافة على الرابطة المضاعفة. يمكن أيضاً إجراء تفاعل إضافة حلقية من النمط [2+2] مع ألكينات أخرى.
- استخدم حلقي البوتين ومشتقاته كمنطلق للعديد من تفاعلات إعادة الترتيب المحفزة حمضياً أو المنشطة حرارياً.[6]